# وجه غیرواقع‌نما
در زبان‌شناسی، وجه‌های غیرواقع‌نما (انگلیسی: Irrealis moods) (به‌اختصار IRR) مجموعهٔ اصلی وجه‌های دستوری‌ای هستند که نشان می‌دهند یک وضعیت یا کنش در لحظهٔ سخن‌گفتن گوینده، معلوم نیست که روی داده باشد. این وجه‌ها در تضاد با وجه واقع‌نما هستند. وجه‌های غیرواقع‌نما در جملاتی به‌کار می‌روند که ارزش درستی ندارند (مانند جملات امری، پرسشی، وابسته و غیره).
هر زبان به‌شیوه‌ای دستوری، امکان بیان «غیروطنی بودن» یا «غیرواقعی بودن» را دارد. زبان‌شناسان معمولاً اصطلاح «غیرواقع‌نما» را برای نشانه‌های صرفی خاص یا گونه‌هایی از بندهای دستوری به‌کار می‌برند. بسیاری از زبان‌هایی که وجه غیرواقع‌نما دارند، در درون این دسته نیز تقسیم‌بندی‌های بیشتری میان انواع مختلف وجه غیرواقع‌نما قائل‌اند. این نکته به‌ویژه در میان زبان‌های آلگانکی، مانند زبان بلک‌فوت، صادق است.